# Яцуба, Иван Васильевич
Иван Васильевич Яцуба (1913 — ?) — советский партийный и государственный деятель, председатель Днепропетровского промышленного облисполкома (1963—1964).

## Биография
Член ВКП(б) с 1943 г.
- 1957—1959 гг. — секретарь Днепропетровского городского комитета КП Украины,
- 1960—1963 гг. — секретарь Днепропетровского областного комитета КП Украины
- .01.1963—.12.1964 гг. — председатель исполнительного комитета Днепропетровского промышленного областного Совета,
- 1964 — 1966 гг. — первый секретарь Днепропетровского городского комитета КП Украины.
- 1966 - 1972 гг. - председатель Днепропетровского областного комитета народного контроля[1].

Кандидат в члены ЦК КП Украины (1966—1971).

## Награды и звания
Награждён орденом «Знак Почета».